# ديمي ستوكس
ديمي ستوكس (مواليد 12 ديسمبر 1991) هي لاعبة كرة قدم إنجليزية تلعب في مركز الظهير الأيسر في نادي مانشستر سيتي.

## روابط خارجية
- ديمي ستوكس على موقع الاتحاد الدولي (مؤرشف)  (الإنجليزية)
- ديمي ستوكس على موقع الاتحاد الأوربي (الإنجليزية)
- ديمي ستوكس على موقع قاعدة بيانات كرة القدم.إي يو (الإنجليزية)
- ديمي ستوكس على موقع Soccerway.com (الإنجليزية)
- ديمي ستوكس على موقع أوليمبيديا (الإنجليزية)
- ديمي ستوكس على موقع اللجنة الأولمبية البريطانية (الإنجليزية)